# Rhacaplacarus spiniger
Rhacaplacarus spiniger är en kvalsterart som först beskrevs av Aoki 1980.  Rhacaplacarus spiniger ingår i släktet Rhacaplacarus och familjen Phthiracaridae. Inga underarter finns listade i Catalogue of Life.